# Observatoire de L'Ametlla de Mar
L'observatoire de l'Ametlla de Mar est un observatoire astronomique situé à L'Ametlla de Mar dans la région autonome espagnole de la Catalogne. Il a reçu le code d'observatoire UAI 946 et est géré par l'astronome catalan Jaume Nomen. L'observatoire participe au "projet Unicorn" et au groupe d'astrométrie des astéroïdes (Grup d'Estudis Astronòmics, GEA).
Le Centre des planètes mineures crédite l'observatoire de L'Ametlla de Mar de la découverte de 12 astéroïdes numérotés en 2001 et 2002. Début 2020, tous les objets numérotés demeurent non nommés et portent donc leur désignation provisoire.

## Astéroïdes découverts
| (46248) 2001 HM22  | 25 avril 2001     |
| (52067) 2002 QE36  | 29 août 2002      |
| (58051) 2002 YY2   | 28 décembre 2002  |
| (78426) 2002 QY44  | 30 août 2002      |
| (78559) 2002 RG154 | 14 septembre 2002 |
| (84557) 2002 VC    | 1er novembre 2002 |
| (94892) 2001 YE5   | 25 décembre 2001  |
| (99205) 2001 HL22  | 25 avril 2001     |
| (133034) 2002 YZ2  | 28 décembre 2002  |
| (142378) 2002 SJ1  | 27 septembre 2002 |
| (143217) 2002 YA3  | 28 décembre 2002  |
| (151519) 2002 QG36 | 30 août 2002      |